# Мавзолей Домалак-ана
Мавзолей Домалак-ана (каз. Домалақ ана кесенесі) — памятник архитектуры Байдибекского района Туркестанской области Казахстана, расположенный в 2 км к югу от села Акбастау, на южном склоне Каратау, в долине реки Балабоген. Входит в список памятников истории и культуры местного значения Туркестанской области.
Мавзолей сооружён над могилой Нурилы Али Сыланкызы, жены Байдибека Карашулы, в народе известной как Домалак-ана. Первоначально был построен в 1456 году в виде четырёхстенного мавзолея с куполами. Позже несколько раз реставрировался. Памятник, поставленный в начале XX века, имеет круглую форму, с 6 нишами, с куполом над основным сооружением. Вновь отреставрированный в 1957 году мавзолей не сохранился. В 1996 году была произведена кладка из белых камней, доставленных из Мангистауской области.
Высота мавзолея 12 м, восьмиманжетный купол находится на основном сооружении.